# Paul Ramadier
Pour les articles homonymes, voir Ramadier.
Paul Ramadier, né le 17 mars 1888 à La Rochelle et mort le 14 octobre 1961 à Rodez, est un homme d'État français.

## Biographie

### Jeunesse et études
Fils d'un psychiatre, Paul Ramadier obtient des licences en droit et en lettres à l'université de Toulouse.

### Parcours professionnel
Il devient ensuite avocat à Paris et obtient son doctorat en droit romain en 1911. Défenseur des coopératives, il est militant socialiste dès 1904 et député socialiste de l'Aveyron de 1928 à 1940, de 1945 à 1951 et de 1956 à 1958. Il est maire de Decazeville de 1919 à 1959.
Mobilisé en 1914 comme sergent d'infanterie, il est grièvement blessé. Sa conduite lui vaut la médaille militaire et la croix de guerre.

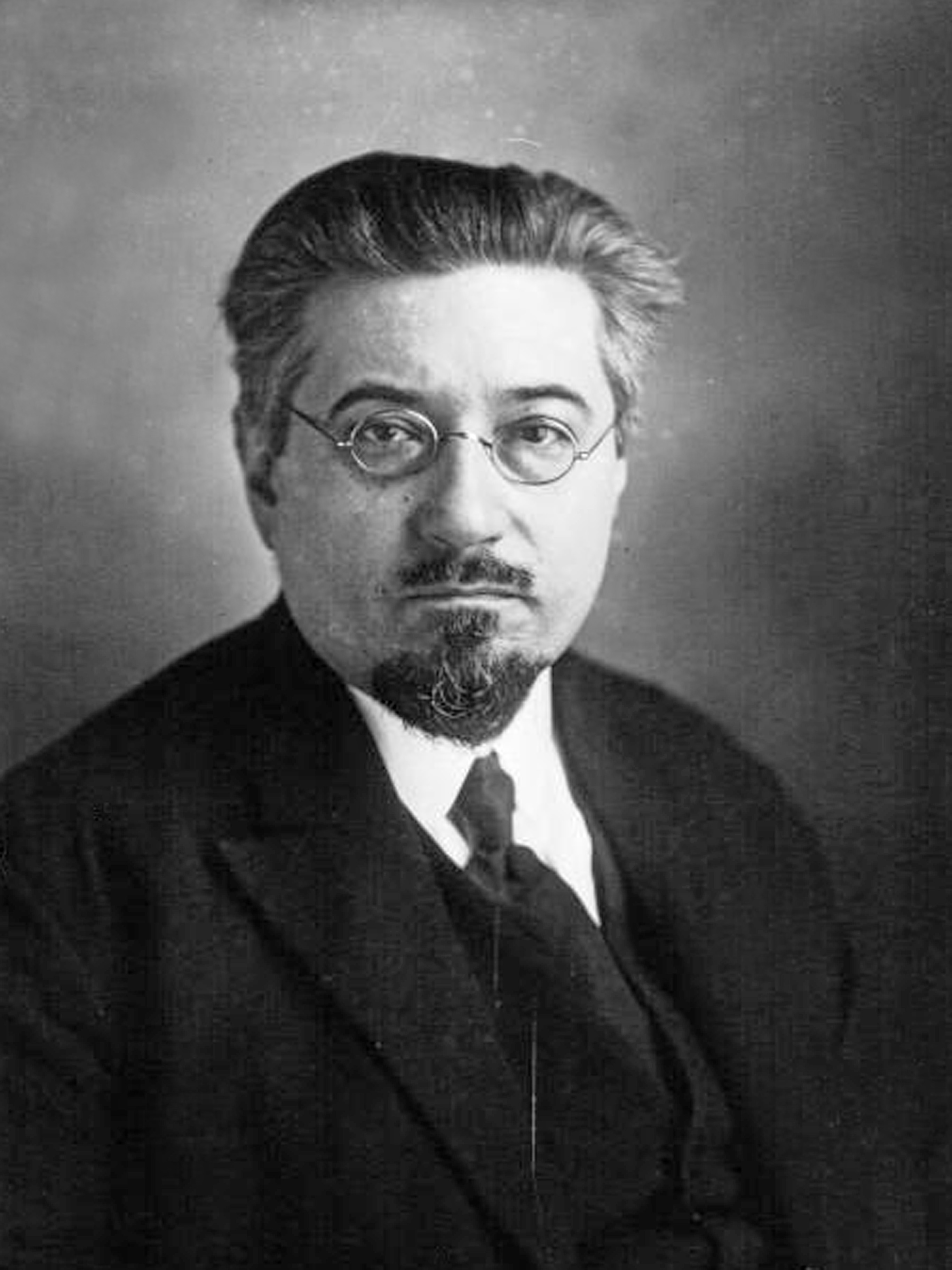
Paul Ramadier en 1929.

Favorable à la participation des socialistes au pouvoir, il quitte la SFIO pour rejoindre l’Union socialiste républicaine. En novembre 1931, il présente un texte qui prévoit de stopper l’immigration et de limiter à 10 % la proportion d’étrangers par entreprise. Il fait partie du gouvernement Léon Blum en 1936 comme sous-secrétaire d’État (mines, électricité et combustibles liquides) puis du gouvernement Camille Chautemps comme sous-secrétaire d'État aux Travaux publics. Sous le Front populaire, il fait adopter d’importantes lois sociales. Il prépare notamment une loi sur les accidents du travail, la retraite et les 40 heures. Il est ministre du Travail de janvier à août 1938 dans le cabinet Édouard Daladier, puis démissionne quand celui-ci remet en cause la semaine de 40 heures qui est au cœur des réformes lancées par le Front populaire.
Il refuse avec véhémence de reconnaître les pleins pouvoirs à Pétain en juillet 1940 et participe à la Résistance sous le pseudonyme de Violette. Il rejoint de nouveau la SFIO pendant l’Occupation. Son action en faveur des Juifs lui a valu d'être inscrit sur la liste des Justes parmi les nations à Yad Vashem.
À la Libération, il est ministre du Ravitaillement de novembre 1944 à mai 1945 (gouvernement de Gaulle) et se voit surnommé « Ramadan » ou « Ramadiète », bien qu'il donnât l'exemple en travaillant dans un bureau non chauffé ; il occupe le ministère de la Justice en décembre 1946-janvier 1947 (ministère Léon Blum).
En 1947, après l’adoption de la Constitution de la IVe République, il en devient le premier président du Conseil. Il est investi à l’unanimité à ce poste par l’Assemblée Nationale le 21 janvier 1947. Mais, le surlendemain, interpellé sur la composition de son gouvernement, il accepte de soumettre celui-ci à l’investiture de l’Assemblée, ce qui n’était pas demandé par la nouvelle constitution. Selon René Rémond, en soumettant le choix de ses ministres à l’Assemblée, il donne une interprétation de la constitution qui affaiblit la fonction de Président du Conseil et instaure de fait une suprématie de l’Assemblée sur le gouvernement ; il met ainsi le doigt dans un engrenage qui aboutira à l’instabilité gouvernementale inhérente à la IVe République.
Confronté à d'énormes difficultés dans tous les domaines comme chef de gouvernement, véritable bourreau de travail, il écarte les communistes de son gouvernement au printemps 1947, mettant ainsi fin au tripartisme (PCF, SFIO, MRP), fait voter le statut de l’Algérie et l’adhésion de la France au plan Marshall. Il envoie l'armée pour mettre fin à l'insurrection malgache. Les crimes de guerre commis à cette époque (mille à deux mille victimes) ont été attribués par erreur au commandement militaire, voire au gouvernement Ramadier, alors qu'ils sont le fait de soldats incontrôlés.
Il se retire après huit mois à la tête du gouvernement, officiellement en raison de la persistance des grèves, et est remplacé par Robert Schuman.
Il est ministre de la Défense en 1948-49 (gouvernement Henri Queuille). À la suite de la publication en juillet 1949 par le journal Témoignage chrétien du récit de Jacques Chegaray sur l'utilisation de la torture par l'Armée en Indochine et d'une série d'essais de Paul Mus condamnant la torture (dont le premier est intitulé « Non, pas ça ! »), Paul Ramadier rédigea des ordres secrets à destination des autorités en Indochine interdisant l'usage de la torture.
Il participe en mai 1948 au congrès de La Haye. Ministre des finances dans le gouvernement Guy Mollet (février 1956-juin 1957), il a la lourde tâche de financer la politique sociale alors que la guerre d'Algérie vide les caisses publiques. Son nom est par ailleurs associé à la vignette automobile, introduite en 1956.
Si le 24 mai 1958, il participe à une manifestation de défense de la République contre les conditions du retour du général de Gaulle, il fait partie des hommes de la quatrième République reçus par De Gaulle qui finit par le convaincre de le soutenir le premier juin. Après avoir refusé un poste ministériel, il est battu aux législatives ce qui entraîne la fin de sa vie politique nationale.
Ramadier était franc-maçon, initié le 22 février 1913 à la loge Parfaite Union de Rodez et vénérable de la Nouvelle Cordialité à Villefranche-de-Rouergue.
À ce titre, il avait été démissionné d'office de son mandat de conseiller général du canton de Decazeville en 1941. Il fut réélu à ce mandat en 1945, et le conserva jusqu'à sa mort en 1961. Son épouse est décédée le 16 août 1978 à l'âge de 88 ans.

### Citation
« Faire l'Europe c'est faire la Paix ! »

— Dans L'Aveyron libre du 17 janvier 1948

### Évocation
Paul Ramadier est évoqué dans le 110e des 480 souvenirs cités par Georges Perec dans Je me souviens.

## Détail des mandats et des fonctions

### Au gouvernement
- 4 juin 1936 - 21 juin 1937 : Sous-secrétaire d'État aux Mines, à l'Électricité et aux Combustibles liquides (Gouvernement Léon Blum I)
- 29 juin 1937 - 14 janvier 1938 : Sous-secrétaire d'État aux Travaux publics (Gouvernement Camille Chautemps III)
- 18 janvier 1938 - 10 mars 1938 : ministre du Travail (Gouvernement Camille Chautemps IV)
- 12 avril 1938 - 23 août 1938 : ministre du Travail (Gouvernement Édouard Daladier III)
- 16 novembre 1944 - 30 mai 1945 : ministre du Ravitaillement (Gouvernement Charles de Gaulle I)
- 16 décembre 1946 - 16 janvier 1947 : garde des Sceaux, ministre de la Justice (Gouvernement Léon Blum III)
- 19 janvier 1947 - 22 novembre 1947 : président du Conseil (Gouvernement Paul Ramadier I et Gouvernement Paul Ramadier II)
- 26 juillet 1948 - 28 août 1948 : ministre d'État (Gouvernement André Marie)
- 11 septembre 1948 - 5 octobre 1949 : ministre de la Défense nationale (Gouvernement Henri Queuille I)
- 14 février 1956 - 21 mai 1957 : ministre des Affaires économiques et financières (Gouvernement Guy Mollet)

### Au Parlement
- 29 avril 1928 - 8 mai 1932 : député de l'Aveyron
- 8 mai 1932 - 3 mai 1936 : député de l'Aveyron
- 3 mai 1936 - 31 mai 1942 : député de l'Aveyron
- 21 octobre 1945 - 2 juin 1946 : député de l'Aveyron
- 2 juin 1946 - 10 novembre 1946 : député de l'Aveyron
- 10 novembre 1946 - 17 juin 1951 : député de l'Aveyron
- 2 janvier 1956 - 8 décembre 1958 : député de l'Aveyron

### Au niveau local
- 13 décembre 1919 - 31 mars 1941 : maire de Decazeville
- 26 novembre 1944 - 22 mars 1959 : maire de Decazeville
- 1928 - 1941 : conseiller général du canton de Decazeville
- 1944 - 14 octobre 1961 : conseiller général du canton de Decazeville

### Au niveau international
- 1948-1961 : représentant du gouvernement français au Bureau international du travail

### Sources primaires imprimées
- Paul Ramadier (présenté par Dominique Borne et Jacques Bouillon), « Réflexions, décembre 1947 », Revue d'histoire moderne et contemporaine, t. XXXV,‎ juillet-septembre 1988, p. 495-511 (lire en ligne).